# Priorità scientifica
La priorità scientifica è la rivendicazione della precedenza in una scoperta scientifica o un'invenzione.
In linea con la norma condivisa che solo la prima scoperta/invenzione dà diritto all'autore a rivendicarne il merito e quindi a vederla associata al proprio nome, si chiama comunemente priorità anche la data alla quale un individuo può affermare (e provare) di aver effettuato la scoperta.
In caso di contenzioso (come ad esempio di invenzioni simultanee indipendenti, di cui la storia del progresso scientifico è ricca), la scoperta o l'invenzione vengono attribuite a colui che può rivendicarne la priorità. La priorità ha quindi anche un fondamentale valore probatorio.